# Anđela Bulatović
Anđela Bulatović (15 gennaio 1987) è un'ex pallamanista montenegrina.
Con la maglia della nazionale montenegrina ha vinto l'argento olimpico ai Giochi di Londra 2012 e ha vinto il campionato europeo 2012.

## Palmarès

### Club
- EHF Champions League: 1

Budućnost Podgorica: 2011-2012
- Coppa delle Coppe: 2

Budućnost Podgorica: 2005-2006, 2009-2010
- Campionato montenegrino: 6

Budućnost Podgorica: 2007-2008, 2008-2009, 2009-2010, 2010-2011, 2011-2012, 2018-2019
- Coppa di Montenegro: 5

Budućnost Podgorica: 2007-2008, 2008-2009, 2009-2010, 2010-2011, 2011-2012
- Campionato sloveno: 1

Krim: 2013-2014
- Campionato russo: 1

Rostov-Don: 2014-2015

### Nazionale
- Argento olimpico: 1

Londra 2012
- Campionato europeo

 Oro: Serbia 2012